# Сокіл (Золочів)
Со́кіл — український аматорський футбольний клуб із Золочева, який виступає у Першій лізі Львівської області.
Заснований 1976 року. У 2000—2002 роках грав у другій лізі першості України, у сезоні 2002/03 — в першій лізі. Віце-чемпіон Львівщини 2000, володар Кубка Львівської області 2000, 2012 років. 2013 року припинив своє існування[джерело?]. 2015 року відновлена діяльність клубу.

## Чемпіонати України
| Рік       | Ліга, зона, група   | I   | В  | Н  | П  | РМ     | О   | Місце     |
| --------- | ------------------- | --- | -- | -- | -- | ------ | --- | --------- |
| 2000/2001 | Друга ліга, група А | 30  | 20 | 8  | 2  | 48−6   | 68  | 2 із 16   |
| 2001/2002 | Друга ліга, група А | 36  | 26 | 5  | 5  | 80−26  | 83  | 2 із 18   |
| 2002/2003 | Перша ліга          | 34  | 4  | 7  | 23 | 23−39  | 19  | 18 із 18* |
| Усього    | 3 чемпіонати        | 100 | 50 | 20 | 30 | 141−71 | 170 |           |

Примітка: * — після 24 туру команда знялася зі змагань, а в решті матчів їй зараховано технічну поразку.

## Склад

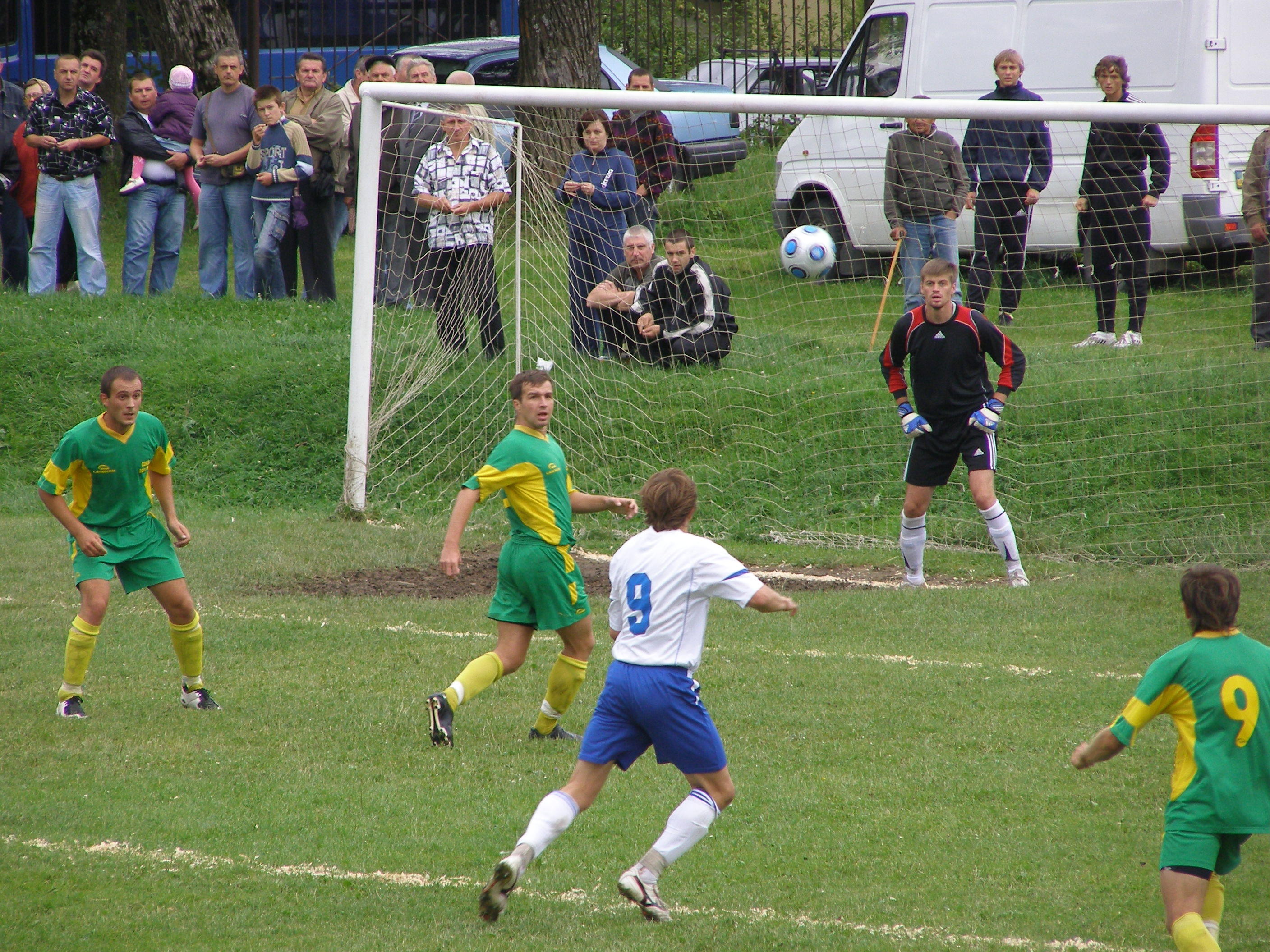
«Сокіл» у гостьовій грі проти «Нафтусі» (Східниця)

Заявка на сезон 2010:
| Гравець            | Позиція     | Рік народження |
| ------------------ | ----------- | -------------- |
| Іван-Андрій Гулик  | воротар     | 1991           |
| Володимир Юрченко  | воротар     | 1981           |
| Петро Гнатяк       | захисник    | 1986           |
| Володимир Коржений | захисник    | 1984           |
| Андрій Пилип'як    | захисник    | 1991           |
| Руслан Содома      | захисник    | 1990           |
| Артур Фрейнак      | захисник    | 1992           |
| Сергій Шум         | захисник    | 1984           |
| Віталій Янко       | захисник    | 1983           |
| Ігор Балас         | півзахисник | 1991           |
| Роман Бардокін     | півзахисник | 1982           |
| Мар'ян Довгань     | півзахисник | 1985           |
| Олег Ковбаса       | нападник    | 1990           |
| Ігор Карабін       | півзахисник | 1991           |
| Петро Шумляк       | півзахисник | 1987           |
| Денис Данчук       | нападник    | 1991           |
| Андрій Кукуруза    | нападник    | 1985           |
| Володимир Маркевич | нападник    | 1990           |